# 布羅斯卡
45°22′10″N 28°47′10″E / 45.36944°N 28.78611°E
布羅斯卡（烏克蘭語：Броска）是位於烏克蘭西南部的村莊，由敖德萨州伊茲梅爾區的薩夫亞尼市鎮負責管轄。該村始建於1945年，面積3.39平方公里，海拔高度6米，2001年人口3,704，人口密度每平方公里1,092.63人。